# Vacaville
Vacaville ist eine Stadt im Solano County im US-Bundesstaat Kalifornien mit 102.386 Einwohnern (Stand: 2020).  Das Stadtgebiet hat eine Größe von 70,1 km².

## Geschichte
Die Stadt wurde ursprünglich auf Grundbesitz erbaut, der im August 1850 von Manuel Cabeza Vaca an William McDaniel übertragen wurde. Das ursprüngliche Grundstück wurde am 13. Dezember 1851 in den Akten verzeichnet.
Die Stadt war eine Pony-Express-Station und beheimatete viele große Unternehmen und Bauernhöfe, die sich aufgrund des reichen Bodens des Vaca-Tals hier ansiedelten.

## Geographie und Umwelt
Im Vacaville-Gebiet gibt es eine Reihe seltener und gefährdeter Pflanzenarten. Einige dieser gefährdeten Pflanzen, die in der Vergangenheit in den Frühlingsbecken in und um Vacaville vorkamen, sind Legendre limosa, Plagiobothrys hystriculus, Downingia humilis, Contra-Costa-Goldfelder (Lasthenia conjugens) und auffälliger Indischer Klee (Trifolium amoenum). Bis heute ist Trifolium amoenum im Lagoon Valley Regional Park zu finden.
Nach Angaben des United States Census Bureau hat die Stadt eine Gesamtfläche von 74 km². 99,26 % der Fläche sind Land und nur 0,74 % Wasser. Mit Ausnahme des Putah South Canal und kleinerer lokaler Bäche ist der Lagoon Valley Lake (0,42 km²) das einzige bedeutende Gewässer der Stadt.
Die nicht eingetragenen Gemeinden von Allendale und Elmira gelten allgemein als Teil des größeren Vacaville.
Die Stadt umfasst zwei Krankenhäuser, das NorthBay VacaValley Hospital, eine 50-Betten-Einrichtung, zu deren Campus auch das NorthBay Cancer Center und das HealthSpring Fitness Center gehören, sowie das Kaiser Permanente Vacaville Medical Center, ein Krankenhaus und ein Unfallzentrum.

### Historische Orte
Die Stadt umfasst mehrere historische Gebäude und Orte wie Peña Adobe, Will H. Buck House, Pleasants Ranch und Vacaville Town Hall.

## Söhne und Töchter der Stadt
- Willis Linn Jepson (1867–1946), Botaniker
- Tosh Matsumoto (1920–2010), US-amerikanischer Fotograf japanischer Abstammung
- Dennis Alexio (* 1959), Schauspieler und Kickboxer
- Jermaine Dye (* 1974), professioneller Baseballspieler in der Major League Baseball
- Bonnie McKee (* 1984), Sängerin und Songwriterin
- Papa Roach (gegründet 1993), Rock-Band
- Carson Strong (* 1999), US-amerikanischer American-Football-Spieler